# 外商投资产业指导目录
外商投资产业指导目录是由中华人民共和国国家发展和改革委员会等单位编制的旨在规范外商投资产业的目录。该目录自1995年推出，此后不断更新。

## 1995年目录
1995年6月7日经中华人民共和国国务院批准，1995年6月20日中华人民共和国国家计划委员会、中华人民共和国国家经济贸易委员会、中华人民共和国对外贸易经济合作部令第5号发布《指导外商投资方向暂行规定》和《外商投资产业指导目录》。

## 1997年目录
1997年12月29日经中华人民共和国国务院批准，1997年12月31日中华人民共和国国家计划委员会、中华人民共和国国家经济贸易委员会、中华人民共和国对外贸易经济合作部令第9号发布《外商投资产业指导目录》，自1998年1月1日起施行。1995年6月7日经中华人民共和国国务院批准，1995年6月20日中华人民共和国国家计划委员会、中华人民共和国国家经济贸易委员会、中华人民共和国对外贸易经济合作部令第5号发布的《外商投资产业指导目录》同时废止。

## 2002年目录
2002年3月4日经中华人民共和国国务院批准，2002年3月11日中华人民共和国国家发展计划委员会、中华人民共和国国家经济贸易委员会、中华人民共和国对外贸易经济合作部令第21号发布《外商投资产业指导目录》及附件，自2002年4月1日起施行。1997年12月29日国务院批准，1997年12月31日国家计委、国家经贸委和外经贸部发布的《外商投资产业指导目录》同时废止。
2002年2月11日，中华人民共和国国务院令第346号公布《指导外商投资方向规定》，自2002年4月1日起施行。1995年6月7日经中华人民共和国国务院批准，1995年6月20日中华人民共和国国家计划委员会、中华人民共和国国家经济贸易委员会、中华人民共和国对外贸易经济合作部令第5号发布的《指导外商投资方向暂行规定》同时废止。

## 2004年目录
经中华人民共和国国务院批准，2004年11月30日中华人民共和国国家发展和改革委员会和中华人民共和国商务部第24号令发布《外商投资产业指导目录》及其附件，自2005年1月1日起施行。2002年3月11日原中华人民共和国国家发展计划委员会、原中华人民共和国国家经济贸易委员会、原中华人民共和国对外贸易经济合作部发布的《外商投资产业指导目录》同时废止。 

## 2007年目录
经中华人民共和国国务院批准，2007年10月31日中华人民共和国国家发展和改革委员会和中华人民共和国商务部第57号令发布《外商投资产业指导目录（2007年修订）》，自2007年12月1日起施行。2004年11月30日中华人民共和国国家发展和改革委员会和中华人民共和国商务部第24号令发布的《外商投资产业指导目录》同时废止。

## 2011年目录
经中华人民共和国国务院批准，2011年12月24日中华人民共和国国家发展和改革委员会和中华人民共和国商务部第12号令发布《外商投资产业指导目录（2011年修订）》，自2012年1月30日起施行。2007年10月31日中华人民共和国国家发展和改革委员会和中华人民共和国商务部第57号令发布的《外商投资产业指导目录（2007年修订）》同时废止。

## 2015年目录
《外商投资产业指导目录（2015年修订）》已经国务院批准，现予以发布，自2015年4月10日起施行。2011年12月24日国家发展和改革委员会、商务部发布的《外商投资产业指导目录（2011年修订）》同时废止。

## 2017年目录
《外商投资产业指导目录（2017年修订）》已经党中央、国务院同意，现予以发布，自2017年7月28日起施行。2015年3月10日国家发展和改革委员会、商务部发布的《外商投资产业指导目录（2015年修订）》同时废止。